# Evernote

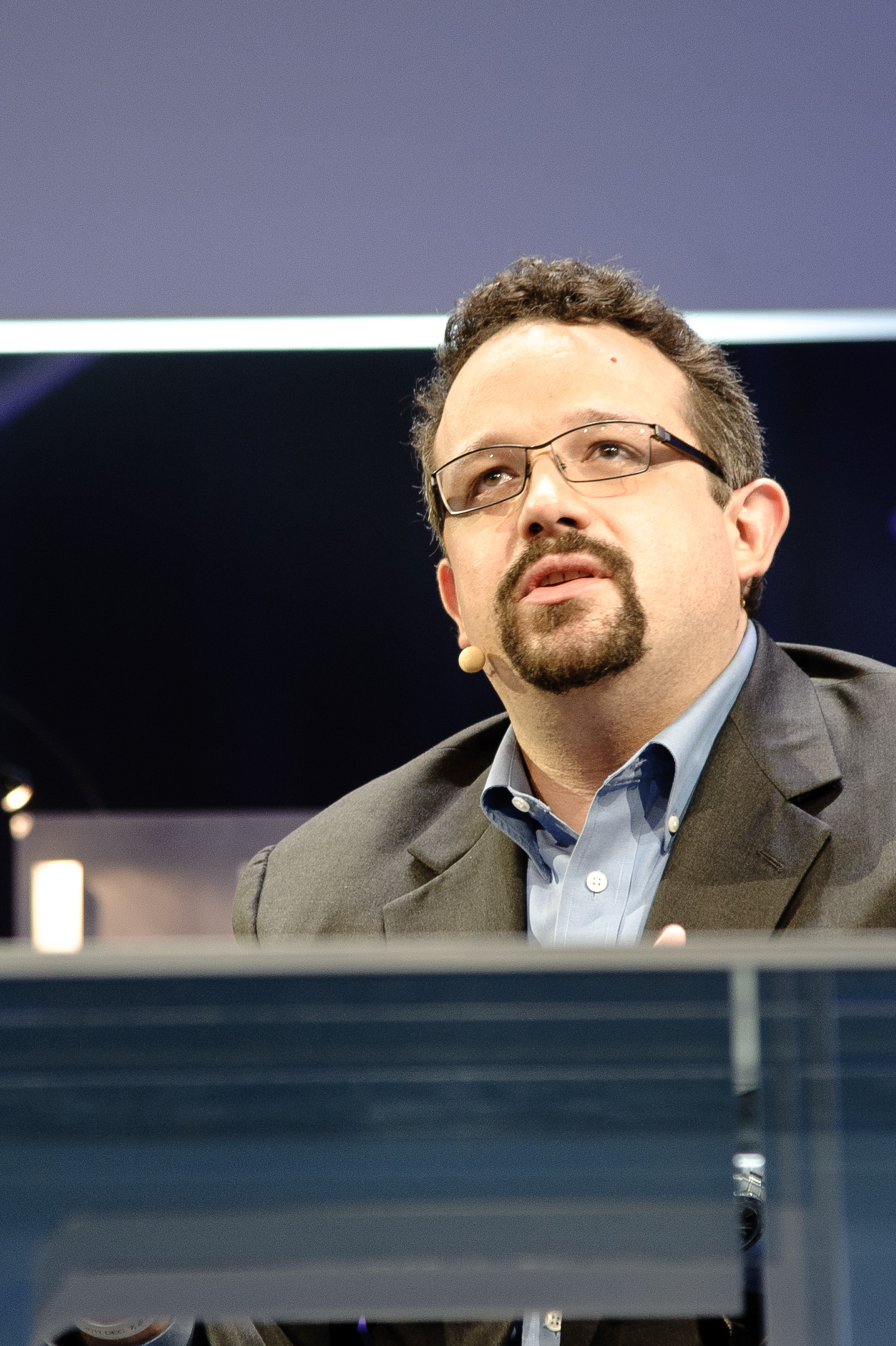
2011年，出席LeWeb大会的Evernote CEO Phil Libin

Evernote是一款笔记软件。由Stepan Pachikov创建的Evernote网络服务于2008年6月24日上线，2011年7月用户数量达到1100万。
2010年10月，Evernote公司获得了2000万美元的风险投资，这笔投资由红杉资本牵头，摩根泰勒风险投资公司和DoCoMo资本参与。2011年7月，公司获得来自红杉资本和摩根泰勒的5000万美元投资。2012年5月3日，公司再次获得7000万美元融资。
2012年5月10日，Evernote宣布正式进入中国，取名“印象笔记”。
2023年1月，Evernote正式并入欧洲领导科技公司Bending Spoons。2023年6月23日，Evernote決定將大部分公司业务转移至欧洲。2023年12月，Evernote大幅限制免费版的功能，例如免費版最多只能創建50个笔记。

## 功能
支持多种主流操作系统，瀏覽器
- 離線編輯，雲備份
- 笔记支援的格式有文本，網頁，網頁摘錄（由Evernote Clipper擷取）、圖片、錄音、手寫筆記、文件（PDF, Word)，檔案附件。
- 筆記功能：筆記本（筆記分類），標籤，註釋，编辑，搜索，高亮，表格，超連結。
- 容易匯出筆記，不綁架使用者，批量匯出為HTML檔案
- 在Google搜索頁面檢索相似的筆記
- 整合其他服務，例如：Twitter、Pocket、Notion、Feedly、Google雲端硬碟、Zapier、IFTTT
- 網頁擷取（Evernote Clipper ）
- 檢索系統：圖片文字，PDF文件，手寫筆記，純文字，網頁內容

## Evernote（印象笔记）2015年時各帐户版本差異
分类
入門版、進階版，專業版和企業版
价格：
中國版：标准帐户人民幣12元/月或者人民幣98元/年；高级帐户人民幣18元/月或者人民幣148元/年。
國際版：各幣種價格不同，此處不列出。
|              | 入門版 | 進階版 | 專業版 | 企業版 |
| 每月         | 60MB   | 1GB    | 10GB   | 20GB̟   |
| 一键保存网页 | 是     | 是     | 是     | 是     |
|              | 是     | 是     | 是     | 是     |
|              | 是     | 是     | 是     | 是     |
|              | 否     | 是     | 是     | 是     |
|              | 否     | 是     | 是     | 是     |
|              | 否     | 是     | 是     | 是     |
|              | 否     | 否     | 是     | 是     |
|              | 否     | 否     | 是     | 是     |
|              | 否     | 否     | 是     | 是     |
| 智能名片扫描 | 否     | 否     | 是     | 是     |
| 笔记历史版本 | 否     | 否     | 是     | 是     |
|              | 否     | 否     | 是     | 是     |
| ------------ | ------ | ------ | ------ | ------ |

注：
- 免费帐户不支持笔记离线查看（桌面版支持）和编辑。有时笔记可以从缓存中访问，但可能会导致同步时的冲突。
- 所有的Evernote 帐户，不管免费帐户和高级帐户，都有10万笔记数量和250本笔记本的最高限额[20]。
- 免费账户仅限同步2台设备。

## 国际版（Evernote International）和中國版（印象笔记）的区别
印象笔记和Evernote国际版使用同一款客户端（2018年6月，印象笔记中国版发布不同于Evernote国际版App的“印象笔记 新App”），但帐户相互独立（可用同一个邮箱注册Evernote国际版账户和印象笔记账户），在登錄界面有切换入口。Evernote国际版服务器在美国（近期迁移到Google Cloud Platform）。印象笔记服务器在中国（已经于2018年3月13日至17日迁移至腾讯云），同步速度更快更稳定。印象笔记相较Evernote多出一些更贴近本地化的服务，例如比如转存微信微博等，如今两个版本的开发方向逐渐有所径庭。
私有邮箱区别：
- 印象笔记：<username>.xxxxxx@m.yinxiang.com ；

- Evernote国际版：<username>.xxxxxx@m.evernote.com

最初印象笔记的公开链接，需要注册用户登錄方可查看笔记内容，而Evernote则毋需登錄即可查看。
2014年后，印象笔记不需要登錄，亦可查看公开链接中的笔记。但2015年印象笔记因接大陸「有关部门通知」而關閉公开链接功能，用戶被建議工作群聊功能或郵件分享笔记或笔记本。

## 平台和客户端
Evernote支持多个平台，还有便携式版本的Evernote可用于隨身碟。目前还没有正式支持Linux或BSD的本地客户端。
在不同平台上支持的功能有很大的差异：例如，在Windows上，可以编辑上富文本和草图；在Mac上，可以编辑富文本，但只能查看草图；而在iPad上只有简单的文本编辑。
在Windows和Mac OS X上安装Evernote客户端时，默认在IE浏览器和Safari上安装擴充功能。Evernote的网页剪辑擴充功能也支持火狐，Opera和谷歌Chrome浏览器，但需要单独下载并安装。
Evernote的一些第三方客户端：
- NixNote：一个开源，跨平台的Java编写的Evernote虚拟机，在任何可以运行Java虚拟机的平台都可使用[23]
- People's Note：支持离线存储[24]
- Ploze [25]
- EverMemo [26]